# نشر افق
نشر افق یک ناشر  ایرانی است که در زمینهٔ فعالیت آن انتشار کتاب برای کودکان، نوجوانان و بزرگسالان است. این انتشارات از یکم بهمن‌ماه ۱۳۶۸ تولید کتاب برای کودکان و نوجوانان را شروع کرد و یکی از اولین ناشرهای خصوصی در این حوزه بود. رضا هاشمی‌نژاد مدیر مسئول نشر افق است و دفتر آن در خیابان انقلاب اسلامی تهران قرار دارد. کتاب‌های خردسالان و کودکان نشر افق با عنوان کتاب‌های فندق چاپ می‌شود. کتاب‌های بزرگسال این ناشر نیز در زمینهٔ ادبیات و مطالعات هنر است. نشر افق با همکاری مؤسسهٔ بین‌المللی فیدیبو و طاقچه و کتابراه کتاب‌های کودک، نوجوان و بزرگسال خود را به صورت الکترونیکی هم عرضه می‌کند.
اولین کتابی که در نشر افق چاپ شد، یک آسمان خبر نوشته‌ی مهدی حجوانی با تصویرگری فاطمه رادپور بود؛ یک داستان تصویری که به زبان‌های خارجی هم ترجمه شد.
نشر افق یکی از نخستین ناشرانی است که برای خرید رسمی امتیاز انتشار (کپی‌رایت) در ایران اقدام کرد و کتاب‌های بسیاری مانند آثار پل استر، توماس مان، برایان سلزنیک، کورنلیا فونکه، تری دیری، یوتا ریشتر، جان فلنگن و ... را با کپی‌رایت منتشر کرده است.